# Gustav de Vries
Gustav de Vries (22. ledna 1866 Amsterdam, Nizozemsko – 16. prosince 1934 Haarlem, Nizozemsko) byl nizozemský matematik.
Je známý především díky tzv. Kortewegovy-de Vriesovy rovnici, matematickému modelu vln na mělké vodě, který objevil společně s Diederikem Kortewegem. Spolu zveřejnili tři matematické články, všechny v 90. letech 19. století.
Gustav de Vries studoval na Amsterdamské univerzitě. V letech 1982–1893 vyučoval na vojenské akademii v Bredě a v letech 1893–1894 pak v Alkmaaru. V roce 1894 promoval právě u zmíněného Diederika Kortewega s prací Bijdrage tot de kennis der lange golven, která obsahuje i Kortewegovu-de Vriesovi rovnici. Od roku 1931 až do penze pracoval na HBS en Handelsschool v Haarlemu.